# Chrosioderma analalava
Chrosioderma analalava là một loài nhện trong họ Sparassidae.
Loài này thuộc chi Chrosioderma. Chrosioderma analalava được miêu tả năm 2005 bởi Silva.